# (459) Signe
Signe és el nom que rep l'Asteroide número 458 del cinturó d'asteroides. Fou descobert per l'astrònom Max Wolf el 22 d'octubre del 1900 des de l'Observatori de Heidelberg-Königstuhl, a Heidelberg (Alemanya).
El seu nom provisional era 1900 FM.